# Passage Hypatie-d'Alexandrie
Le passage Hypatie-d'Alexandrie est une voie publique du 20e arrondissement de Paris.

## Situation et accès
La voie est desservie à proximité par la ligne 2 à la station Alexandre Dumas et par la ligne 9 aux stations Maraîchers et Buzenval.

## Origine du nom
La voie porte de le nom de la mathématicienne grecque Hypatie (360-415).

## Historique
Comme la place Mélina-Mercouri et le jardin de Vitaly, ce passage est créé lors de l'aménagement de l'écoquartier Fréquel-Fontarabie. Le nom de la voie est donné officiellement en 2017.

## Bâtiments remarquables et lieux de mémoire
- Le jardin de Vitaly[2].